# باشگاه فوتبال کلن
باشگاه فوتبال کلن (به آلمانی: 1. Fußball Club Köln) باشگاه فوتبال آلمانی است که در کلن یکی از شهرهای ایالت نوردراین-وستفالن قرار دارد.
این باشگاه ورزشی به علاوه فوتبال در رشته‌های ژیمناستیک، هندبال، تنیس روی میز و… فعالیت دارد.
خداداد عزیزی از جمله بازیکنان ایرانی می‌باشد که در این باشگاه سابقهٔ عضویت دارد.
یکی از بهترین تیم‌های فوتبال آلمان است.